# Rottenbuch (Schwindegg)
Rottenbuch ist ein Gemeindeteil der Gemeinde Schwindegg im oberbayerischen Landkreis Mühldorf am Inn.

## Lage
Der Weiler Rottenbuch liegt 1,7 Kilometer südwestlich vom  Schloss Schwindegg und in der Luftlinie 1,3 Kilometer nördlich der Bundesautobahn 94. Von deren Ausfahrt 16 (Schwindegg) ist Rottenbuch auf einer 6 Kilometer langen Fahrt erreichbar.

## St. Johannes Baptist
Die kleine, aber ungewöhnlich hohe katholische Filialkirche St. Johannes Baptist (Rottenbuch 10) ist ein romanischer, turmartiger Saalbau aus dem 13. Jahrhundert mit einem Ende des 17. Jahrhunderts hinzugefügten Dachreiter. Das Mauerwerk hat eine Wanddicke von über 2 Metern und beinhaltet in der Südwand eine in der Mauer liegende schmale Treppe, die zum Dachreiter an der Westseite hinaufführt. Der Einstieg zur Treppe befindet sich in Emporenhöhe.
Das annähernd quadratische Langhaus besitzt zwei Joche mit einem leicht spitzbogigen Kreuzgewölbe ohne Gewölberippen aus dem 15. Jahrhundert. Die flachen Abschlüsse der seitlichen Stützen des Langhauses markieren die Höhe der ehemaligen Flachdecke. Im Osten schließt sich eine nahezu halbkreisförmige Apsis an. Die Fenster wurden wohl in der Barockzeit vergrößert. Erst in späteren Jahrhunderten wurde die Sakristei etwas ungeplant in schräg seitlicher Richtung an den Chor angebaut.
Der Choraltar ist eine schwungvolle und zugleich feingliedrige Arbeit aus der Zeit des Rokoko um 1765. Am Retabel stehen Figuren des Apostels Johannes mit seinem Kelch, über dem sich eine Schlange windet, und Johannes des Täufers mit seinem Kreuzstab, im Auszug Taufe Jesu, darüber Gottvater.
Die Brüstung der Empore ist mit einer Bildergalerie geschmückt, die Szenen aus dem Leben Johannes des Täufers zeigt.
Das Kirchengebäude und seine Ausstattung sind in die Liste der Baudenkmäler in Schwindegg eingetragen.

## Dorf- und Bevölkerungsentwicklung
In Rottenbuch gab es 1871 insgesamt 22 Einwohner. Bei der Volkszählung von 1961 gab es 33 Einwohner in fünf Wohngebäuden. Im Mai 1987 lebten in Rottenbuch 17 Einwohner in sechs Wohngebäuden, von denen eines in zwei Wohnungen unterteilt war.
| Jahr      | 1871 | 1925 | 1950 | 1961 | 1970 | 1987 |
| Einwohner | 22   | 27   | 47   | 33   | 27   | 17   |